# Grand Balcon Sud
Le Grand Balcon Sud est un sentier de randonnée de France situé en Haute-Savoie, dans la vallée de Chamonix. Il relie le col des Montets à Planpraz, via le chalet des Chéserys et la Flégère en passant sur l'adret des Aiguilles Rouges, à mi-pente, entre 1 800 et 2 100 mètres d'altitude. Il est emprunté en tout ou partie par plusieurs itinéraires de randonnée dont le sentier de grande randonnée Tour du Mont-Blanc et le sentier de grande randonnée de pays Tour du Pays du Mont-Blanc.
Au-delà du Brévent, il peut être prolongé par le sentier du Grand Balcon. En aval, presque au fond de la vallée se trouvent le Petit Balcon et le Petit Balcon Sud et de l'autre côté de la vallée, sur l'ubac du massif du Mont-Blanc se trouvent le Petit Balcon Nord et le Grand Balcon Nord.

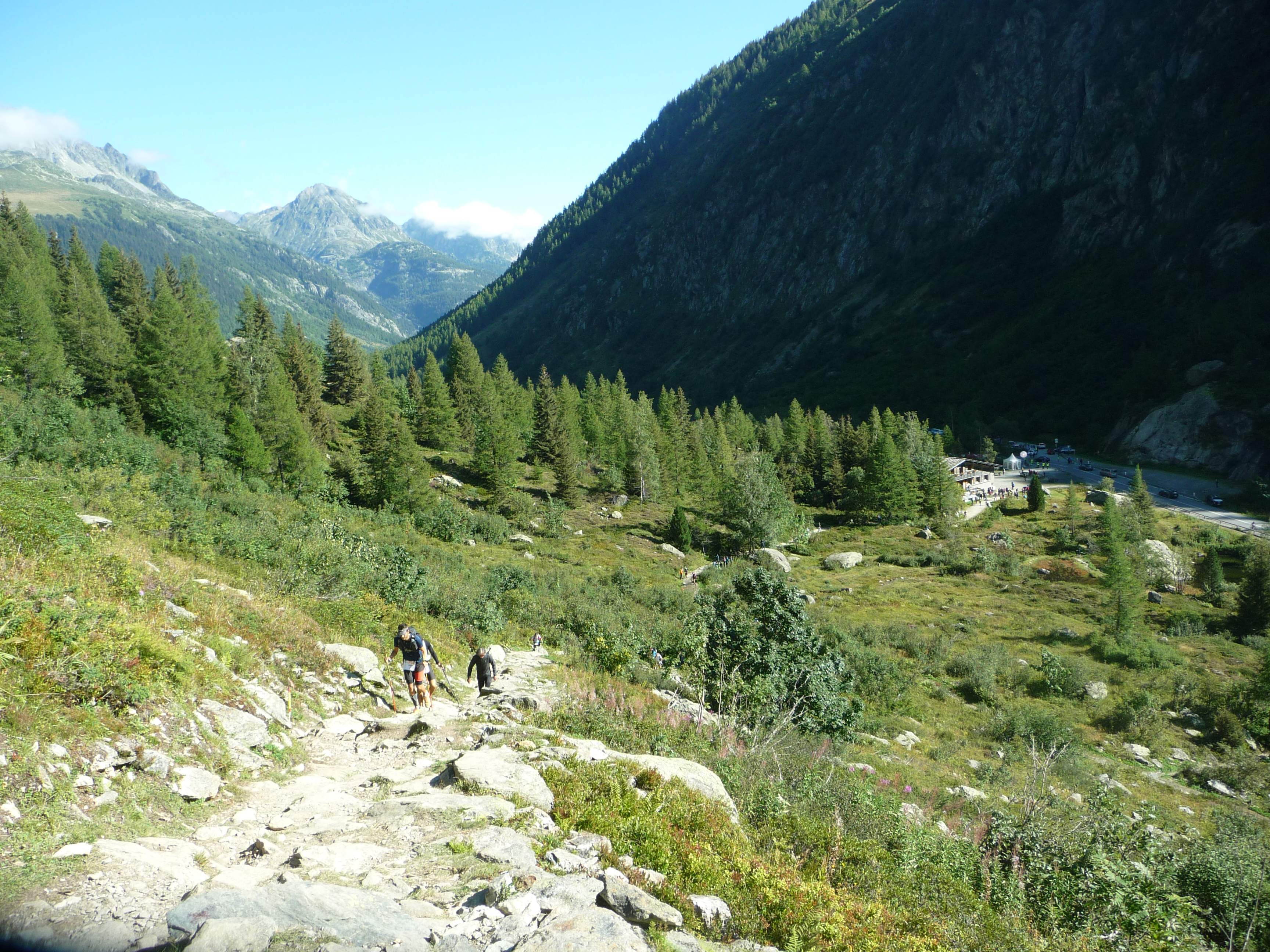
Le Grand Balcon Sud au départ du col des Montets.

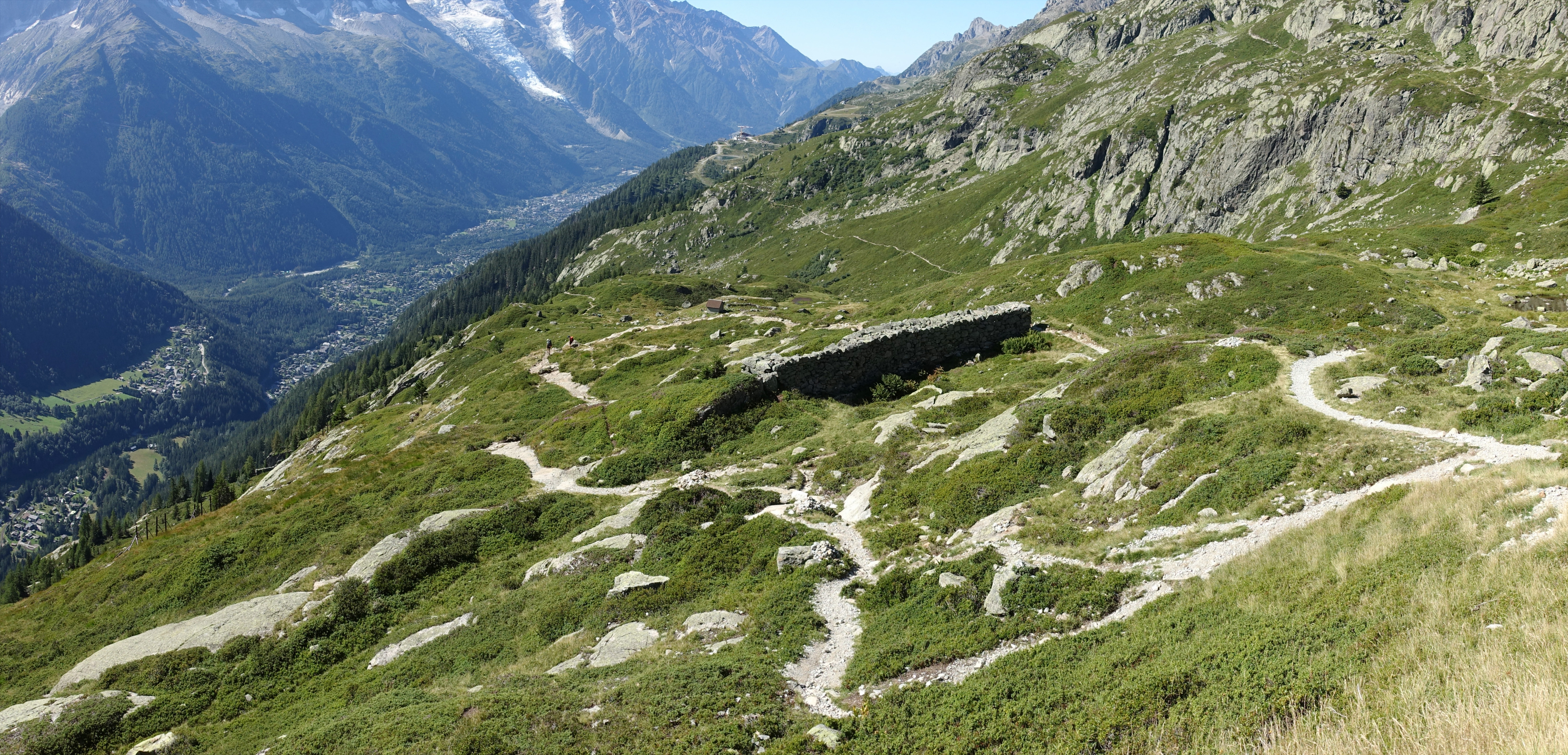
Le Grand Balcon Sud en aval des lacs des Chéserys avec la vallée de Chamonix en contrebas.

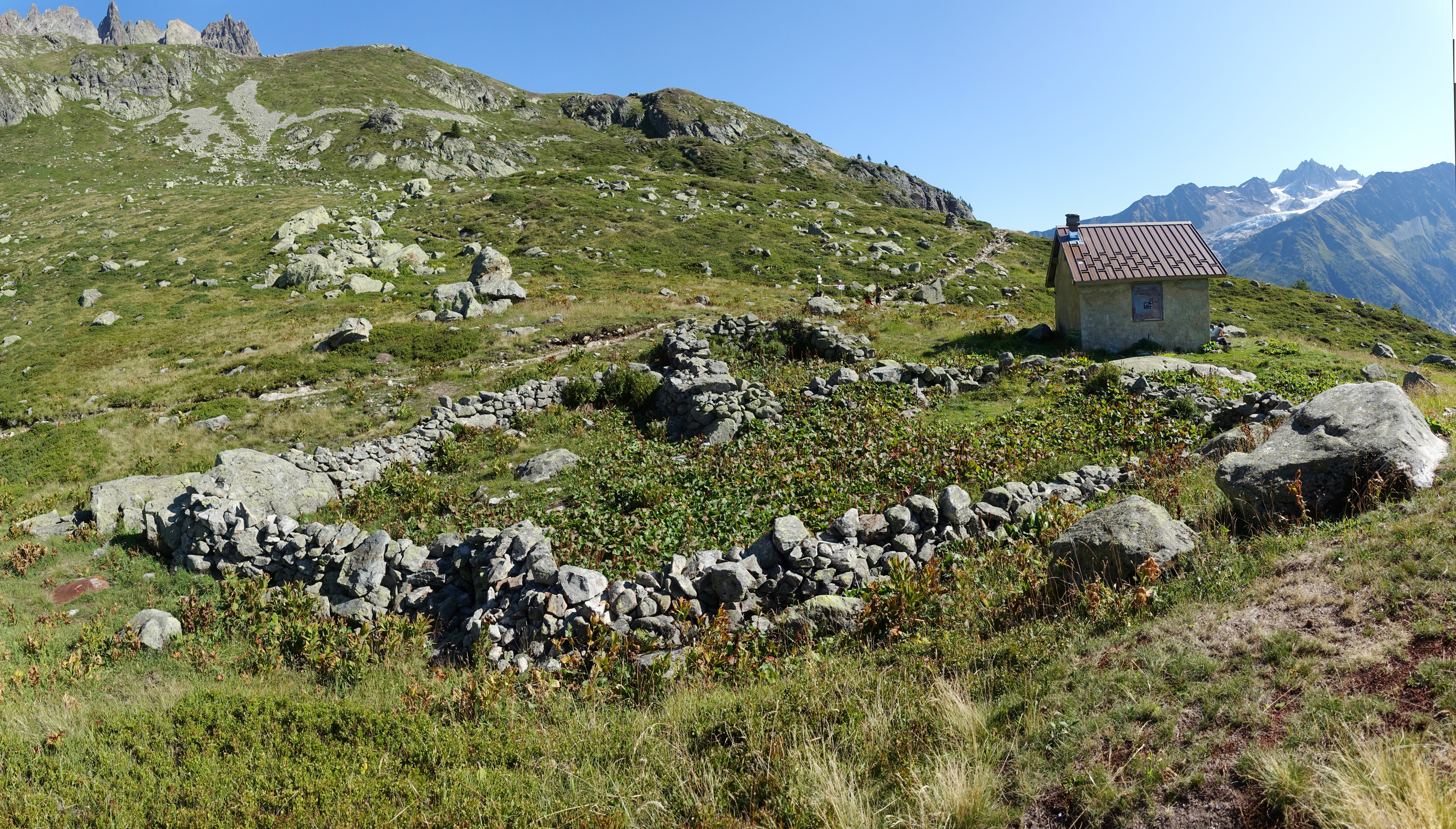
Le chalet des Chéserys sur le Grand Balcon Sud.